# Суату
Суату (рум. Suatu) — село у повіті Клуж в Румунії. Входить до складу комуни Суату.
Село розташоване на відстані 307 км на північний захід від Бухареста, 28 км на схід від Клуж-Напоки.

## Населення
За даними перепису населення 2002 року у селі проживала 1451 особа.
Національний склад населення села:
| Національність | Кількість осіб | Відсоток |
| -------------- | -------------- | -------- |
| угорці         | 902            | 62,2%    |
| румуни         | 430            | 29,6%    |
| цигани         | 119            | 8,2%     |

Рідною мовою назвали:
| Мова      | Кількість осіб | Відсоток |
| --------- | -------------- | -------- |
| угорська  | 912            | 62,9%    |
| румунська | 539            | 37,1%    |